# Università di Santo Tomás
La Pontificia e Reale Università di Santo Tomás, l'Università Cattolica delle Filippine (in filippino Pontipikal at Maharlikang Unibersidad ng Santo Tomas, Ang Pamantasang Katoliko ng Pilipinas; in inglese Pontifical and Royal University of Santo Tomas, The Catholic University of the Philippines), popolarmente nota come Università di Santo Tomás (UST; in filippino Unibersidad ng Santo Tomás, collquialmente Ustê; in inglese University of Santo Tomas) a Sampaloc, Manila, è un'università privata di grande notorietà ed è il più antico ateneo delle Filippine e dell'intera Asia.

## Storia
L'Università è stata fondata il 28 aprile 1611.
L'ateneo è stato visitato da Papa Paolo VI il 28 novembre 1970, da Papa Giovanni Paolo II il 18 febbraio 1981 e il 13 gennaio 1995, e da Papa Francesco il 18 gennaio 2015.

## Organizzazione
L'organo di vertice della struttura è il Cancelliere, che è assistito dal Vicecancelliere e presiede il Comitato dei Garanti.
Gli organi operativi sono il Rettore, il Senato accademico, il Consiglio d'amministrazione e il Consiglio dei Reggenti; più gli organi che dipendono dal Rettore, ossia il Vice-rettore, il Segretario generale, quattro Vice-Rettori specializzati rispettivamente in Affari religiosi, Affari accademici, Ricerca e Sviluppo e Finanze. Dagli organi operativi monocratici dipendono tutte le strutture, coi presidi delle facoltà e i direttori degli istituti, degli uffici e delle altre ripartizioni organizzative.
Fa parte di ICUSTA, International Association of Universities (IAU), e Association of Southeast Asian Institutions of Higher Learning (associazione delle istituzioni d'insegnamento superiore dell'Asia sud-orientale, ASAIHL).

## Facoltà e strutture accademiche
Nell'anno accademico 2016-2017, risultano attive le seguenti facoltà, college e istituti:
- Medicina e Chirurgia
- Infermieristica
- Scienze della riabilitazione
- Educazione fisica e Atletica
- Farmacia
- Scienze
- Architettura
- Ingegneria
- Informatica e Scienze dell'informazione
- Lettere e Arti
- Pedagogia
- Filosofia
- Sacra Teologia
- Belle arti e disegno
- Conservatorio di musica
- Diritto civile
- Diritto canonico
- Economia aziendale (business administration) e commercio
- Scuola per laureati
- Contabilità
- Gestione del Turismo e dell'Ospitalità

Ne fanno parte, inoltre, la Scuola superiore di Scienze dell'Educazione, il Centro per le tecnologie dell-educazione, il Centro di ricerca su Cultura, Arti e Studi umanistici, il Centro di ricerca sugli Studi sociali e la pedagogia, il Centro di ricerca per le Scienze naturali e applicate, il Centro per gli Studi religiosi e l'Etica, il Centro per la scrittura creativa e gli studi letterari, l'Istituto di religione, una casa editrice e strumenti come il museo, l'archivio, diverse biblioteche e laboratori.

## Rappresentativa calcistica
La rappresentativa di calcio dell'università ha vinto il Campionato filippino di calcio 1934 ed ottenuto il terzo posto in quello successivo.

### Palmarès

#### Competizioni nazionali
- Campionato di calcio filippino: 1

1934